# Härryda (gemeente)
Härryda is een Zweedse gemeente in Västergötland. De gemeente behoort tot de provincie Västra Götalands län. Ze heeft een totale oppervlakte van 292,8 km² en telde 31.676 inwoners in 2004.

## Plaatsen
- Mölnlycke
- Landvetter
- Hindås
- Rävlanda
- Härryda (plaats)
- Tahult
- Benareby
- Stora Bugärde
- Rya
- Hällingsjö
- Eskilsby en Snugga
- Nya Långenäs
- Eriksmyst
- Bårhult (zuidelijk deel)
- Bårekulla
- Furuberg
- Björkesdal
- Bolås (westelijk deel)